# Norme d'opérateur
En mathématiques, et plus particulièrement en analyse fonctionnelle, une norme d'opérateur ou norme subordonnée est une norme définie sur l'espace des opérateurs bornés entre deux espaces vectoriels normés. Entre deux tels espaces, les opérateurs bornés ne sont autres que les applications linéaires continues.
Sur un corps {\displaystyle \mathbb {K} } « valué » (au sens : muni d'une valeur absolue) et non discret (typiquement : {\displaystyle \mathbb {K} =} {\displaystyle \mathbb {R} } ou {\displaystyle \mathbb {C} }), soient {\displaystyle E} et {\displaystyle F} deux espaces vectoriels normés respectivement munis des normes {\displaystyle \|\cdot \|_{E}} et {\displaystyle \|\cdot \|_{F}}.
Soit {\displaystyle f} une application linéaire de {\displaystyle E} dans {\displaystyle F}. Considérons {\displaystyle N(f):=\sup _{v\neq 0}{\frac {\|f(v)\|_{F}}{\|v\|_{E}}}}.
Si {\displaystyle N(f)<+\infty }, on dit que {\displaystyle N(f)} est la norme de l'application {\displaystyle f}, subordonnée à {\displaystyle \|\cdot \|_{E}} et {\displaystyle \|\cdot \|_{F}}.

## Propriétés
- {\displaystyle N(f)} est fini si et seulement s'il existe des réels {\displaystyle C} tels que, pour tout {\displaystyle v\in E}, {\displaystyle \|f(v)\|_{F}\leq C\|v\|_{E}} (autrement dit : tels que {\displaystyle f} soit {\displaystyle C}-lipschitzienne), et dans ce cas {\displaystyle N(f)} est égal au plus petit d'entre ces réels {\displaystyle C}.
- Si {\displaystyle N(f)} est fini alors {\displaystyle f} est {\displaystyle N(f)}-lipschitzienne et par conséquent uniformément continue, donc continue, donc continue en 0. Réciproquement, si {\displaystyle f} est continue en 0, alors {\displaystyle N(f)} est fini (la preuve, classique pour {\displaystyle \mathbb {K} =\mathbb {R} } ou {\displaystyle \mathbb {C} }, se généralise).
- {\displaystyle N(f)} est fini si et seulement si l'image par {\displaystyle f} de toute partie bornée de {\displaystyle E} (ou simplement : de la boule unité) est bornée. Ceci explique le nom d'opérateurs bornés également donné aux applications linéaires continues de {\displaystyle E} dans {\displaystyle F}.
- Dans l'espace {\displaystyle L(E,F)} des applications linéaires de E dans F, le sous-espace {\displaystyle {\mathcal {L}}(E,F)} de celles qui sont continues peut donc être muni de la norme subordonnée. Alors, l'application bilinéaire {\displaystyle {\mathcal {L}}(E,F)\times E\to F,(f,v)\mapsto f(v)} est continue.
- Si {\displaystyle E} est de dimension finie, toute application linéaire de {\displaystyle E} dans {\displaystyle F} est continue : {\displaystyle L(E,F)={\mathcal {L}}(E,F)}.
- si {\displaystyle \mathbb {K} =\mathbb {R} } ou {\displaystyle \mathbb {C} }, {\displaystyle N(f)} est aussi égal à{\displaystyle \sup _{\|v\|_{E}=1}\|f(v)\|_{F}=\sup _{\|v\|_{E}\leqslant 1}{\frac {\|f(v)\|_{F}}{\|v\|_{E}}}.}En dimension infinie, cette borne supérieure n'est pas toujours atteinte (cf. « Cas extrémal de l'inégalité de Hölder »).

## Analyse approfondie
Une norme d'opérateur satisfait les axiomes d'une norme, de sorte que l'espace des opérateurs linéaires bornés de {\displaystyle E} dans {\displaystyle F} est lui-même un espace normé. Il est complet si {\displaystyle F} est complet.
Deux normes distinctes interviennent ici : celle sur {\displaystyle E} et celle sur {\displaystyle F}. Même si {\displaystyle E=F}, il est possible de considérer deux normes distinctes sur ces espaces. En particulier l'opérateur identité sur {\displaystyle E}, pour deux normes {\displaystyle \|\cdot \|_{E,1}} et {\displaystyle \|\cdot \|_{E,2}} sur {\displaystyle E}, a une norme d'opérateur, en passant de {\displaystyle E} muni de {\displaystyle \|\cdot \|_{E,1}} à  {\displaystyle \|\cdot \|_{E,2}}, si et seulement s'il existe une constante {\displaystyle C} telle que, pour tout {\displaystyle v}, {\displaystyle \|v\|_{E,2}<C\|v\|_{E,1}}.
Lorsque {\displaystyle E} est de dimension finie sur {\displaystyle \mathbb {K} =\mathbb {R} } ou {\displaystyle \mathbb {C} }, cette propriété est garantie : par exemple, dans le cas {\displaystyle E=\mathbb {R} ^{2}}, les conditions {\displaystyle \|v\|_{E,1}=1} et {\displaystyle \|v\|_{E,2}=1} peuvent définir respectivement un rectangle et une ellipse, centrés en 0. Quelles que soient leurs proportions et orientations, on peut agrandir le rectangle en sorte que l'ellipse tienne à l'intérieur du rectangle agrandi et vice versa.
Cependant, il s'agit d'un phénomène lié à la dimension finie et à la complétude de {\displaystyle \mathbb {K} } car en dimension finie sur un tel corps, toutes les normes sont équivalentes. Ceci entraîne entre autres leur équivalence topologique : toutes les normes définissent la même topologie, les mêmes ouverts.
Dans le cas {\displaystyle \mathbb {K} =\mathbb {R} } ou {\displaystyle \mathbb {C} } et {\displaystyle E=\mathbb {K} ^{n}}, il est possible de montrer directement que {\displaystyle N} est fini. En fait, (pour toute norme ‖.‖1), la fonction {\displaystyle v\in E\mapsto \|f(v)\|_{F}} est continue et la sphère unité (l'ensemble des vecteurs {\displaystyle v} de norme 1) est compacte, comme partie fermée et bornée. La norme d'opérateur de {\displaystyle f} est égale à la borne supérieure de cette application sur cette sphère. Dans ce cas, pour des raisons de compacité, elle est atteinte donc finie. Mais en dimension infinie, ceci ne se vérifie pas. On peut le constater en considérant, par exemple, l'opérateur de dérivation {\displaystyle D} des polynômes trigonométriques. On peut prendre la racine carrée de la moyenne du carré comme norme : puisque {\displaystyle D(e^{inx})=ine^{inx}}, les normes de {\displaystyle D} appliquée à des espaces de dimension finie de l'espace de Hilbert {\displaystyle H} ne sont pas bornées. Un opérateur aussi simple que {\displaystyle D} peut ne pas avoir de norme d'opérateur.
Un théorème de base utilise le théorème de Baire pour montrer que si {\displaystyle A} a pour domaine et pour image un espace de Banach, alors {\displaystyle A} est borné. Pour l'exemple qui vient d'être donné, {\displaystyle D} ne peut pas être défini pour toutes les séries de Fourier de carré intégrable. En effet, nous savons, qu'elles peuvent représenter des fonctions continues mais nulle part différentiables. L'intuition est que si {\displaystyle A} augmente les normes de certains vecteurs autant que ce qu'on veut, il est possible de condenser les singularités — choisir un vecteur {\displaystyle v} qui est la somme des autres et pour lequel {\displaystyle \|L(v)\|_{F}} ne pourrait pas être fini — ce qui montre que le domaine de {\displaystyle A} ne peut pas être {\displaystyle H}.

## Norme d'un endomorphisme
Dans le cas où {\displaystyle E=F}, on choisit usuellement (même si ce n'est pas obligatoire) {\displaystyle \|\cdot \|_{E}=\|\cdot \|_{F}}.
Pour les normes usuelles, on dispose de formules pratiques :
prenons {\displaystyle E=\mathbb {R} ^{n}} et {\displaystyle f\in L(E)}. Notons {\displaystyle x=(x_{1},\dots ,x_{n})} un vecteur quelconque de Rn et {\displaystyle A=(a_{i,j})_{(i,j)\in \{1,\dots ,n\}^{2}}} la matrice de {\displaystyle f} dans la base canonique. On a alors :
- Si {\displaystyle \|x\|=\max _{1\leq i\leq n}|x_{i}|} (norme indice l'infini, ou norme infini), alors la norme de {\displaystyle f} vaut :

{\displaystyle \max _{1\leq i\leq n}\sum _{1\leq j\leq n}|a_{ij}|} ;
- Si {\displaystyle \|x\|=\sum _{1\leq i\leq n}|x_{i}|} (norme indice 1), alors la norme de {\displaystyle f} vaut :

{\displaystyle \max _{1\leq j\leq n}\sum _{1\leq i\leq n}|a_{ij}|} ;
- Si {\displaystyle \|x\|={\sqrt {\sum _{1\leq i\leq n}x_{i}^{2}}}} (norme euclidienne, associée au produit scalaire canonique), alors la norme de {\displaystyle f} est la racine carrée de celle de {\displaystyle f^{*}\circ f}, où {\displaystyle f^{*}} désigne l'adjoint de {\displaystyle f}. Pour tout endomorphisme symétrique {\displaystyle g} (en particulier pour {\displaystyle g=f^{*}\circ f}), la norme de {\displaystyle g} est égale à son rayon spectral, qui est la plus grande des valeurs absolues de ses valeurs propres. La norme de {\displaystyle f} est donc sa plus grande valeur singulière. Ceci se généralise en remplaçant {\displaystyle \mathbb {R} ^{n}} par n'importe quel espace de Hilbert.

Toute norme {\displaystyle N} sur {\displaystyle {\mathcal {L}}(E)} subordonnée à une norme {\displaystyle \|\cdot \|} sur {\displaystyle E} est une norme d'algèbre, avec en plus :
- {\displaystyle N({\text{Id}}_{E})=1} et
- pour tout vecteur unitaire {\displaystyle X_{0}} et pour tout {\displaystyle X}, {\displaystyle \|X\|=\inf _{AX_{0}=X}N(A)} (d'après le théorème de Hahn-Banach).

## Norme duale
Dans le cas où {\displaystyle F=\mathbb {R} } normé par la valeur absolue si {\displaystyle E} est un espace vectoriel réel (ou {\displaystyle F=\mathbb {C} } normé par le module si {\displaystyle E} est un espace vectoriel complexe), pour chaque norme sur {\displaystyle E}, l'espace des formes linéaires continues sur {\displaystyle E}, appelé dual topologique, peut ainsi être muni d'une norme.